# Cordon (Alta Savoia)
Cordon è un comune francese di 1 023 abitanti situato nel dipartimento dell'Alta Savoia della regione dell'Alvernia-Rodano-Alpi.

## Società

### Evoluzione demografica
Abitanti censiti